# آنابل گوتیرز
آنابل گوتیرز (انگلیسی: Anabel Gutiérrez; ۱۷ سپتامبر ۱۹۳۱ – ۲۱ اوت ۲۰۲۲) بازیگر اهل مکزیک بود. وی بین سال‌های ۱۹۴۹ تا ۲۰۱۹ میلادی فعالیت می‌کرد. او در ۱۷ سپتامبر ۱۹۳۱ در مکزیکو سیتی به دنیا آمد. به یاد ماندنی‌ترین کارهای او شرکت در فیلم مدرسه برای ولگردها (۱۹۵۵) و همچنین حضور در برنامه چسپیریتو (۱۹۷۰) و ایفای نقش شخصیت دونا اسپوتاوردرونا در برخی از طرح‌های کمدی بود.